# Didn't I (OneRepublic)
Didn't I  è un singolo del gruppo musicale statunitense OneRepublic, pubblicato il 13 marzo 2020 come terzo estratto dal quinto album in studio Human.

## Descrizione
Si tratta di un brano tipicamente pop rock ed è stato scritto da Ryan Tedder e Brent Kutzle insieme a Zach Skelton, James Abbrahart e Kygo. Riguardo al significato del testo, Tedder ha rivelato in un'intervista a Zane Lowe per Apple Music che l'ispirazione è venuta dal divorzio di un amico: 

## Video musicale
Il video è stato girato in una casa dove si esibisce la band e Tedder gira per le stanze, mentre è stato pubblicato il 13 marzo con l'uscita del singolo.

## Tracce
Testi e musiche di Ryan Tedder, Brent Kutzle, Zach Skelton, James Abbrahart e Kygo.
1. Didn't I – 3:27

## Formazione
Gruppo
- Ryan Tedder – voce, strumentazione
- Brent Kutzle – strumentazione, programmazione
- Zach Filkins – strumentazione
- Eddie Fisher – strumentazione
- Drew Brown – strumentazione
- Brian Willet – strumentazione

Altri musicisti
- Tyler Spry – programmazione, chitarra aggiuntiva
- John Nathaniel – programmazione, cori aggiuntivi
- Steven Mudd – cori aggiuntivi
- Denny White – cori aggiuntivi
- Emoni Wilkins – cori aggiuntivi
- Joey Richey – cori aggiuntivi
- David Davidson – violino
- David Angell – violino
- Elizabeth Lamb – viola
- Paul Nelson – violoncello
- Craig Nelson – contrabbasso
- Brandon Michael Collins – arrangiamento strumenti ad arco

Produzione
- Brent Kutzle – produzione
- Ryan Tedder – produzione
- John Nathaniel – coproduzione, missaggio, ingegneria del suono
- Tyler Spry – ingegneria del suono
- Rich Rich – ingegneria del suono
- Adel Al Kassam – ingegneria del suono
- Carter Jahn – ingegneria del suono aggiuntiva
- Spencer Bleasdale – assistenza tecnica
- OneRepublic – registrazione
- Doug Sarrett – ingegneria strumenti ad arco
- Chris Gehringer – mastering

## Classifiche
| Classifica (2020) | Posizione massima |
| ----------------- | ----------------- |
| Austria           | 66                |
| Lituania          | 90                |
| Stati Uniti       | 119               |
| Svezia            | 84                |
| Svizzera          | 38                |
| Ungheria          | 38                |